# Samuel Maier
Samuel Maier (Hall in Tirol, 3 de octubre de 1999) es un deportista austríaco que compite en skeleton. Es hermano del piloto de bobsleigh Benjamin Maier y cuñado de la piloto de skeleton Elisabeth Vathje.
Ganó una medalla de oro en el Campeonato Europeo de Skeleton de 2025.

## Palmarés internacional
| Campeonato Europeo | Campeonato Europeo    | Campeonato Europeo | Campeonato Europeo |
| Año                | Lugar                 | Medalla            | Prueba             |
| ------------------ | --------------------- | ------------------ | ------------------ |
| 2025               | Lillehammer (Noruega) | Medalla de oro     | Individual         |